# Michael Müller (Kunsthistoriker)
Michael Müller (* 1946) ist ein deutscher Kunst- und Architekturhistoriker.

## Leben und Wirken
Michael Müller studierte Kunstgeschichte, Archäologie, Philosophie und  Soziologie in Wien, London und Frankfurt am Main. 1974 wurde er mit der Arbeit Die Verdrängung des Ornaments an der Universität Frankfurt am Main zum Dr. phil. promoviert. Ab 1977 war er Professor für Kunst- und Kulturwissenschaft an der Universität Bremen und leitete das Institut für Kunstwissenschaft und Kunstpädagogik. Seit 2013 ist er Professor im Ruhestand.
Michael Müller war Mitinitiator des „Bremer Instituts für Architektur, Kunst und städtische Kultur“ (Architop), das 2003 als Gemeinschaftsprojekt der Universität Bremen, der Hochschule Bremen und der Hochschule für Künste Bremen entstand. Er war Gründungsmitglied des Bremer Zentrums für Baukultur und ist dort Vorsitzender des wissenschaftlichen Beirates (Stand 2014).
Zu den Arbeitsschwerpunkten von Michael Müller gehören Stadt- und Architekturgeschichte, die Theorie der Avantgarde, kulturelle Transformationsprozesse und Alltagskultur.

## Schriften
- mit Reinhard Bentmann: Die Villa als Herrschaftsarchitektur. Suhrkamp, Frankfurt am Main 1970. Neuauflagen: Syndikat, Frankfurt am Main 1979, ISBN 3-8108-0097-X; Europäische Verlags-Anstalt, Frankfurt am Main 1992, ISBN 3-434-50009-X.
  - Spanisch: La villa como arquitectura del poder. Barral, Barcelona 1975.
  - Französisch: La villa, architecture de domination. Mardaga, Brüssel um 1979.
  - Englisch: The villa as hegemonic architecture. Humanities Press, Atlantic Highlands 1992, ISBN 0-391-03757-9.
- (Mitarb.): Autonomie der Kunst. Suhrkamp, Frankfurt am Main 1972.
- Die Verdrängung des Ornaments. Dissertation. Universität Frankfurt am Main 1974. Suhrkamp, Frankfurt am Main 1977.
- mit Christoph Mohr: Funktionalität und Moderne.  Edition Fricke, Köln 1984, ISBN 3-481-50171-4.
- Architektur und Avantgarde. Syndikat, Frankfurt am Main 1984, ISBN 3-434-46032-2. 2. Auflage. Athenäum, Frankfurt am Main 1987, ISBN 3-610-04632-5.
- Schöner Schein. Athenäum, Frankfurt am Main 1987, ISBN 3-610-04689-9.
- mit Franz Dröge: Die Macht der Schönheit. Europäische Verlags-Anstalt, Hamburg 1995, ISBN 3-434-50053-7.
- mit Franz Dröge, Andreas Wilkens: Mehr Qualität! Klartext, Essen 1997, ISBN 3-88474-567-0.
- mit Franz Dröge (Hrsg.): Die Straße. Urbanes Leben im Viertel. Ausstellungskatalog. Universitäts-Buchhandlung, Bremen 1998, ISBN 3-88722-418-3.
- mit Franz Dröge: Die ausgestellte Stadt. Birkhäuser, Basel u. a. 2005, ISBN 3-7643-7151-X.
- Kultur der Stadt. Transcript, Bielefeld 2010, ISBN 978-3-8376-1507-4.
- (Hrsg.): Im Geiste offen. Der Künstler Max Herrmann und sein Werk. Ausstellungskatalog. Staats- und Universitäts-Bibliothek, Bremen 2012, ISBN 978-3-88722-727-2.
- (Mitarb.): Palladio und der Palladianismus in Bremen. In memoriam Volker Plagemann. Bremer Zentrum für Baukultur, Bremen 2013, ISBN 978-3-9816307-0-1.